# Zamárdi
Zamárdi je město a letovisko v Maďarsku v župě Somogy, spadající pod okres Siófok, ležící u břehu Balatonu.
Rozkládá se na ploše 45,15 km² a žije zde 2 424 obyvatel (2015).